# Primula komarovii
Primula komarovii là một loài thực vật có hoa trong họ Anh thảo. Loài này được Losinsk. miêu tả khoa học đầu tiên.